# Paranaspia coccinea
Paranaspia coccinea är en skalbaggsart som först beskrevs av Mitono 1936.  Paranaspia coccinea ingår i släktet Paranaspia och familjen långhorningar.
Artens utbredningsområde är Taiwan. Inga underarter finns listade i Catalogue of Life.